# 熱海峠インターチェンジ
熱海峠インターチェンジ（あたみとうげインターチェンジ）は、静岡県田方郡函南町にある伊豆スカイラインのインターチェンジである。伊豆スカイラインの起点。
名称に「熱海」とあるが、熱海市と函南町の市町境付近に位置し、料金所は函南町側に設けられている。料金所入口横に熱海峠料金所駐車場が設けられている。

## 熱海峠料金所駐車場
料金所入口横にある駐車場。観光案内所とトイレが設けられている。

## 接続する道路
- 直接接続
  - 静岡県道20号熱海箱根峠線

## 周辺
- 熱海峠
- 湯河原パークウェイ
- 箱根ターンパイク
- 姫の沢公園
- 十国峠レストハウス
- 十国峠ケーブルカー

## 隣
伊豆スカイライン
熱海峠IC - 玄岳IC